# GSh-18
La GSh-18 è una pistola semiautomatica da 9 mm sviluppata dal KBP Instrument Design Bureau di Tula nel corso degli anni '90. Il nome della pistola è derivato dai suoi progettisti, Gryazev e Shipunov, e il numero 18 indica la capacità del caricatore.